# فاکوندو هرنان کیروگا
فاکوندو هرنان کیروگا (انگلیسی: Facundo Hernán Quiroga؛ زادهٔ ۱۰ ژانویهٔ ۱۹۷۸) بازیکن فوتبال اهل آرژانتین است.
از باشگاه‌هایی که در آن بازی کرده‌است می‌توان به باشگاه فوتبال اتلتیکو هوراکان، باشگاه فوتبال اسپورتینگ پرتغال، باشگاه فوتبال ناپولی، باشگاه فوتبال ریور پلاته، باشگاه فوتبال نیولز اولد بویز، و باشگاه فوتبال وولفسبورگ اشاره کرد.
وی همچنین در تیم ملی فوتبال آرژانتین بازی کرده‌است.